# Bernard Farjat
Bernard Farjat, né le 7 septembre 1945, est un gymnaste artistique français.

## Biographie
Troisième du concours général des Championnats de France 1969, Bernard Farjat est en 1970 sacré champion de France en cheval d'arçons et vice-champion de France du concours général individuel.
Aux Championnats de France 1971, il remporte le concours général individuel et les finales du cheval d'arçons et des anneaux
. 
Il dispute les Jeux olympiques d'été de 1972 à Munich, terminant 13e du concours général par équipes.
Il est vice-champion de France du concours général individuel en 1973. 
Il est dirigeant du club de gymnastique de Champigny de 1976 à 2008.